# Kürşad Sürmeli
Kürşad Sürmeli (Nijmegen, 14 augustus 1995) is een Nederlands-Turks voetballer die bij voorkeur centraal op het middenveld speelt. Hij komt uit voor ADO Den Haag.

## Carrière
Sürmeli kwam in 2008 van Quick 1888 in de jeugdopleiding van N.E.C.. Toen hij niet goed genoeg werd bevonden ging hij naar N.E.C.'s amateurtak en in 2012 debuteerde hij in de eerste selectie als eerstejaars A-junior. Na een paar maanden tekende hij een contract, wat hem een vast onderdeel van de eerste selectie van N.E.C. amateurs zou maken, maar in 2013 kwam landskampioen in het zondagvoetbal, Achilles '29, om de hoek kijken die in hem een talent zagen.

### Achilles '29
Sürmeli tekende een eenjarig contract bij de Groesbekenaren en op 24 augustus 2013 debuteerde hij voor de promovendus in de Eerste Divisie. Sürmeli speelde tegen Almere City FC omdat aanvoerder Twan Smits geschorst was. Meer dan een maand later viel hij op bezoek bij FC Den Bosch (0-2 winst) in de slotminuten in voor Levi Raja Boean. Een week later viel hij in voor Kay Thomassen en scoorde hij met een afstandsschot de aansluitingstreffer tegen Jong PSV. De wedstrijd werd uiteindelijk met 3-2 gewonnen. Twee weken later tegen Willem II verving hij Smits opnieuw, ditmaal omdat deze met een hamstringblessure vooraf moest afhaken. Ook tegen Fortuna Sittard en in de beker tegen AZ startte Sürmeli als controlerende middenvelder. In de winterstop besloot François Gesthuizen met twee controleurs te gaan spelen in plaats van een. De eerste competitiewedstrijd van 2014 met Sürmeli en Jop van Steen als controleurs werd met 2-1 gewonnen van Almere City. Door een blessure miste hij de uitwedstrijd tegen FC Dordrecht (4-2) en was hij slechts wisselspeler thuis tegen FC Emmen (0-0). Na en maand zonder speeltijd kreeg hij vervolgens in zes wedstrijden op rij in vijf wedstrijd speelminuten als invaller. De laatste vier wedstrijden van het seizoen speelde hij als basisspeler.
In de eerste tien wedstrijden van het volgende seizoen kreeg hij acht keer een basisplaats doen en mocht hij één keer invallen. Op 28 september scoorde hij in de 0-4 uitoverwinning bij RKC Waalwijk twee doelpunten en maakte hij de  90 minuten vol: hij scoorde de 0-1 en de 0-3. Tegen MVV Maastricht verloor hij zijn basisplaats door een blessure en moest hij weer acht wedstrijden vanaf de bank beginnen: in zeven daarvan viel hij nog wel in en op 12 december in de thuiswedstrijd tegen VVV-Venlo (3-0) scoorde hij als invaller de laatste treffer met een afstandsschot. Na de winterstop kreeg hij zijn basisplaats terug als rechtshalf. Op 2 maart 2015 scoorde hij tegen Telstar zijn vijfde doelpunt voor Achilles en zijn vierde van het seizoen met een afstandsschot van zo'n 20 meter. Twee en een halve week later kopte hij de 2-1 in de touwen tegen Almere City (3-1 winst) uit een voorzet van Twan Smits. In het seizoen 2016/17 degradeerde hij met Achilles '29 uit de Eerste divisie, waarna hij transfervrij vertrok. Nadat hij niet in ging op aanbiedingen van Carpi FC, (Serie B, Italië), Adanaspor en Adana Demirspor (Turkije) besloot hij in augustus toch bij Achilles '29 te blijven.

### Adanaspor en FC Lienden
Begin januari 2018 maakte hij gebruik van een clausule om in de winterstop Achilles '29, waarvan net het faillissement aangevraagd was, te verlaten en vervolgde zijn loopbaan in Turkije bij Adanaspor dat uitkomt in de TFF 1. Lig. Zonder te spelen liet hij aan het einde van de maand zijn contract ontbinden en verbond zich op 31 januari aan FC Lienden waardoor hij weer in de Tweede divisie speelde.

### De Treffers en Giresunspor
Vanaf het seizoen 2018/19 zou Sürmeli wederom in Groesbeek spelen maar nu voor De Treffers. Eind juli 2018 vertrok nog voor hij aanvang van de competitie alsnog bij De Treffers en ondertekende een tweejarig contract bij Giresunspor dat uitkomt in de TTF 1. Lig. Begin januari 2019 liet hij vanwege betalingsachterstanden zijn contract ontbinden. Hierna zou hij aan de slag gaan bij Osmanlıspor, maar vanwege een blessure weigerde de club de overeenkomst te formaliseren en kwam Sürmeli zonder club te zitten.

### Sint-Eloois-Winkel Sport, FC Dordrecht en MVV Maastricht
In juli 2019 sloot hij aan bij het Belgische Sint-Eloois-Winkel Sport dat uitkomt in de Eerste klasse amateurs. In 2020 ging hij naar FC Dordrecht. Per 1 januari 2021 ging Sürmeli naar MVV Maastricht waar hij een contract tot medio 2022 ondertekende.

### Altınordu en ADO Den Haag
In augustus 2021 ging hij andermaal naar Turkije waar hij een tweejarig contract ondertekende bij Altınordu FK dat uitkomt in de TFF 1. Lig. Medio 2023 ging hij naar ADO Den Haag.

### Statistieken
| Seizoen                     | Club                     | Competitie             | Competitie | Competitie | Beker | Beker | Totaal | Totaal |
| Seizoen                     | Club                     | Competitie             | Wed.       | Dlp.       | Wed.  | Dlp.  | Wed.   | Dlp.   |
| --------------------------- | ------------------------ | ---------------------- | ---------- | ---------- | ----- | ----- | ------ | ------ |
| 2013/14                     | Achilles '29             | Eerste divisie         | 23         | 1          | 1     | 0     | 24     | 1      |
| 2014/15                     | Achilles '29             | Eerste divisie         | 34         | 5          | 1     | 0     | 35     | 5      |
| 2015/16                     | Achilles '29             | Eerste divisie         | 35         | 2          | 3     | 1     | 38     | 3      |
| 2016/17                     | Achilles '29             | Eerste divisie         | 36         | 3          | 1     | 0     | 37     | 3      |
| 2017/18                     | Achilles '29             | Tweede divisie         | 15         | 1          | 3     | 0     | 18     | 1      |
| 2017/18                     | FC Lienden               | Tweede divisie         | 14         | 0          | 0     | 0     | 14     | 0      |
| 2018/19                     | Giresunspor              | TFF 1. Lig             | 12         | 1          | 2     | 0     | 14     | 1      |
| 2019/20                     | Sint-Eloois-Winkel Sport | Eerste klasse amateurs | 19         | 0          | 0     | 0     | 19     | 0      |
| 2020/21                     | FC Dordrecht             | Eerste divisie         | 16         | 0          | 1     | 0     | 17     | 0      |
| 2020/21                     | MVV Maastricht           | Eerste divisie         | 14         | 1          | 1     | 0     | 15     | 1      |
| 2021/22                     | Altınordu FK             | TFF 1. Lig             | 28         | 2          | 0     | 0     | 28     | 2      |
| 2022/23                     | Altınordu FK             | TFF 1. Lig             | 23         | 1          | 0     | 0     | 23     | 1      |
| 2023/24                     | ADO Den Haag             | Eerste divisie         | 35         | 1          | 4     | 0     | 39     | 1      |
| 2024/25                     | ADO Den Haag             | Eerste divisie         | 8          | 0          | 1     | 0     | 9      | 0      |
| Carrièretotaal              | Carrièretotaal           | Carrièretotaal         | 312        | 18         | 18    | 1     | 330    | 18     |
| Bijgewerkt op 20 maart 2025 |                          |                        |            |            |       |       |        |        |